# Marcus O’Sullivan
Marcus O’Sullivan (Marcus Christopher O’Sullivan; * 22. Dezember 1961 in Cork) ist ein ehemaliger irischer Mittelstreckenläufer.

## Leben
Bei den Olympischen Spielen 1984 in Los Angeles kam er über 800 Meter ins Viertelfinale und über 1500 Meter ins Halbfinale.
1985 gewann er bei den Halleneuropameisterschaften Silber, und 1986 wurde er bei den Europameisterschaften in Stuttgart Sechster über 1500 Meter. Über dieselbe Distanz gewann er im Jahr darauf Gold bei den Hallenweltmeisterschaften in Indianapolis und gelangte bei den Weltmeisterschaften in Rom ins Halbfinale. 1988 wurde er bei den Olympischen Spielen in Seoul Achter über 1500 Meter, und 1989 verteidigte er bei den Hallenweltmeisterschaften in Budapest seinen Titel. 
Nachdem er bei den Europameisterschaften 1990 in Split über 5000 Meter im Vorlauf ausgeschieden war, kehrte er auf die 1500-Meter-Distanz zurück und wurde bei den Hallenweltmeisterschaften 1991 in Sevilla Vierter. Bei den Olympischen Spielen 1992 in Barcelona erreichte er das Halbfinale, und bei den Hallenweltmeisterschaften 1993 in Toronto errang er seinen dritten Titel über diese Distanz.
1996 in Atlanta nahm er zum vierten Mal an den Olympischen Spielen teil, schied aber über 1500 Meter im Vorlauf aus.
1985, 1986, 1989 und 1992 wurde er nationaler Meister über 800 Meter, 1984 über 1500 Meter. Er ist neben John Walker und Steve Scott einer von drei Athleten, die beim Meilenlauf mehr als 100-mal unter vier Minuten blieben. 
Marcus O’Sullivan ist 1,76 m groß und wog in seiner aktiven Zeit 61 kg. Er ist ein Absolvent der Villanova University, für die er später über 12 Jahre lang als Trainer tätig war.

## Persönliche Bestzeiten
- 800 m: 1:45,87 min, 23. August 1985, Berlin (ehemaliger irischer Rekord)
- 1000 m: 2:19,15 min, 22. August 1987, London
  - Halle: 2:20,2 min, 25. Januar 1985, New York City (irischer Rekord)
- 1500 m: 3:33,61 min, 10. August 1996, Monaco
  - Halle: 3:35,4 min, 13. Februar 1988, East Rutherford (Zwischenzeit, irischer Rekord)
- 1 Meile: 3:51,64 min, 1. Juli 1989, Oslo
  - Halle: 3:50,94 min, 13. Februar 1988, East Rutherford
- 2000 m: 4:55,06 min, 10. Juli 1996, Nizza (irischer Rekord)
- 3000 m: 7:42,53 min, 14. Juli 1989, London
  - Halle: 7:50,48 min, 23. Februar 1997, Birmingham
- 5000 m: 13:27,32 min, 4. Juli 1990, Berlin